# Troupe de La Monnaie en 1782

## Composition de la troupe duThéâtre de la Monnaieen1782
L'année théâtrale commence le 1er avril 1782 et se termine le 8 mars 1783.
| Acteurs et chanteurs         | Actrices et chanteuses  |
| ---------------------------- | ----------------------- |
| Armand                       | Armand                  |
| Berger                       | Bursay                  |
| Bultos                       | Canneel                 |
| Bursay                       | Darcourt                |
| Calais                       | Devienne                |
| Canneel                      | D'Humainbourg           |
| Darcourt                     | Gouault                 |
| Dumoulin                     | Keyser                  |
| Grégoire                     | Lochon                  |
| La Rivière                   | Mees                    |
| Mees                         | Montroze                |
| Moylin                       | Murson                  |
| Montroze                     | Perolle                 |
| Mouton                       | Rogier                  |
| Pin                          | Scheltjens              |
| Saint-Fal                    | Sonveau                 |
| Vallière                     |                         |
| Vanhove cadet                |                         |
| Danseurs et figurants        | Danseuses et figurantes |
| Gambu, maître de ballet      | D'Humainbourg           |
| Perolle                      | Gilbain                 |
| Classene                     | Artus                   |
| Cochois                      | Duchaumont aînée        |
| Du Tack                      | Duchaumont cadette      |
| Erard                        | Du Moulin               |
| Henry                        | Hubair                  |
| Jouardin père                | Le Clerc                |
| Jouardin fils                | Rosalie                 |
|                              | Vol                     |
| Orchestre                    |                         |
| Vitzthumb, maître de musique | Langlois                |
| Aucaigne                     | L'Artillion             |
| Bauwens                      | Laur                    |
| Bechmans                     | Lion                    |
| Borremans                    | Lohen                   |
| Dewinne père                 | Marichal                |
| Doudelet                     | Mechtler                |
| Durand                       | Moris                   |
| Gehot                        | Pallet                  |
| Gehot (B.)                   | Poitiaux                |
| Gehot (F.)                   | Scheltjens              |
| Gehot (R.J.)                 | Van Hamme               |
| Godecharle                   | Van Maldere aîné        |
| Hinne                        | Van Maldere cadet       |
| Immers                       | Wauthier                |
| Ipperseel                    | Zeghers                 |
| Autre personnel              |                         |
| De Boubers, imprimeur        | Quenonville, receveur   |

### Source
- Nouvel almanach ambigu-chantant, Gand 1783.